# MELODY (フィッシュマンズの曲)
「MELODY」は、日本のバンド・フィッシュマンズの楽曲であり、7枚目のシングルである。1994年6月17日発売。発売元はメディア・レモラス。

## 概要
前作のマキシ・シングル『Go Go Round This World!』発売後、4thアルバム『ORANGE』までの間にマキシ・シングルとアナログ盤が同時リリースされた。
レコーディングは山中湖シェップ・スタジオで、ミックスはファーム・スタジオでそれぞれ行われた。レコーディング及びミキシング・エンジニアはZAK。
アナログ盤は1,000枚限定生産で、CD版とはジャケットの写真などのアートワーク及び収録曲のうち1曲が異なる。また、特典としてジャケットにメンバーら直筆の通し番号が入っているほか、特大フラッグ・ポスターが封入されている。
アートワークは前作に引き続きPHONIC（ムーグ山本ら）。「...Music has a poetry of its own, and that poetry is called MELODY.」という一文が添えられている（CD盤面、アナログ盤ジャケット裏面など）。
マキシ・シングルの複数あるリイシュー版のうち、1998年のポニー・キャニオン盤（PCCAX-00009）にはCDエクストラに表題曲のライヴ映像及び「フィッシュマンズ辞典」が収録されている。
アナログ盤はのちに限定アナログBOXセット『GO GO ROUND THIS WORLD!～FISHMANS 25th ANNIVERSARY RECORD BOX』に収録された。
オリジナル・メンバーでもあるギタリスト、小嶋謙介が1994年5月18日に脱退したため、小嶋が脱退前に参加した最後の作品となった。
本作について、リリース当時のインタビューで佐藤伸治は次のように述べている。
- 「さまざまな1日や日常の中の小さく些細な出来事を綴ること」[2]
- 「我々は日常の、ホントちっちゃい針の穴のような、ちっぽけなことを歌にできないかなと常々思ってるバンドなので、今回はその退屈な感じを歌にしてます」[2]
- 「ライヴやってて、5人もいるのに打ち込みでやるのは、バカバカしいなと思い始めた。もともと性格的に打ち込みは合わないような気がしてたし」[3]
- 「歌詞に関しては、つまんない事を歌いたかったかなあ。どうでもいいこと」[3]

## 収録曲
1. MELODY
作詞・作曲：佐藤伸治／編曲：フィッシュマンズ
1994年3月25日の高円寺SHOW BOATでのライヴにて初演[4]。
アルバム『ORANGE』にはアレンジが異なる別ヴァージョンが収録されている。ここでは便宜的に本作収録のものを「シングル・ヴァージョン」、『ORANGE』収録のものを「アルバム・ヴァージョン」とする。
2. 静かな朝（5分56秒）
作詞・作曲：佐藤伸治／編曲：フィッシュマンズ
3. オアシスへようこそ（6分27秒）
作詞・作曲：ハカセ／編曲：フィッシュマンズ
4. WEDDING BABY（4分20秒）
作詞・作曲：佐藤伸治／編曲：フィッシュマンズ
「いかれたBaby」の佐藤（ヴォーカル）とハカセ（ピアノ）の二人によるライヴ・ヴァージョン。実際に友人の結婚式で演奏されたもの[5]。

## 収録アルバム等

### MELODY
- 4thアルバム『ORANGE』 - アルバム・ヴァージョンを収録。
- ベストアルバム『1991-1994 singles & more』 - シングル・ヴァージョンを収録。
- ベストアルバム『宇宙 ベスト・オブ・フィッシュマンズ』Disc-1 - シングル・ヴァージョンを収録。
- ライヴアルバム『LONG SEASON '96～7 96.12.26 赤坂BLITZ』Disc-1 - ライヴ・ヴァージョンを収録。
- ベストアルバム『BLUE SUMMER ～Selected Tracks 1991-1995～』Side.A - アルバム・ヴァージョンを収録。

### 静かな朝
- 9thアルバム『8月の現状』 - ライヴ・ヴァージョンを収録。

### オアシスへようこそ
- 5thアルバム『Oh! Mountain』 - ライヴ・ヴァージョンを収録。
- ライヴアルバム『若いながらも歴史あり 96.3.2@新宿LIQUID ROOm』Disc-2 - ライヴ・ヴァージョンを収録。

## 映像作品

### MELODY
- リイシュー盤のうちポニー・キャニオン版の本作（PCCAX-00009）にはCDエクストラに本曲のライヴ映像が収録されている。
- VHS/DVD『記憶の増大』 - ライヴ・ヴァージョンを収録。
- DVD『98.12.28 男達の別れ』 - ライヴ・ヴァージョンを収録。

### オアシスへようこそ
- DVD『若いながらも歴史あり 96.3.2@新宿LIQUID ROOm』 - ライヴ・ヴァージョンを収録。

## 参加ミュージシャン
- 佐藤伸治: ボーカル
- 小嶋謙介: ギター
- 茂木欣一: ドラムス、コーラス、パーカッション
- 柏原譲: ベース、プログラミング
- ハカセ: キーボード